# Dixième circonscription de l'Isère
La dixième circonscription de l'Isère est l'une des 10 circonscriptions législatives que compte le département français de l'Isère (38), situé en région Auvergne-Rhône-Alpes.
Elle est représentée à l'Assemblée nationale, lors de la XVIe législature de la Cinquième République, par Marjolaine Meynier-Millefert, députée de Renaissance.

## Description géographique et démographique
La dixième circonscription de l'Isère est créée par l'ordonnance n° 2009-935 du 29 juillet 2009, ratifiée par le Parlement français le 21 janvier 2010. Elle regroupe les divisions administratives suivantes : 
- Canton de Bourgoin-Jallieu-Sud
- Canton de La Verpillière
- Canton de l'Isle-d'Abeau
- Canton de La Tour-du-Pin
- Canton de Pont-de-Beauvoisin.

La première élection du député de cette circonscription a lieu lors des élections législatives de 2012.

## Historique des députations
| Législature | Début de mandat | Fin de mandat | Député                       | Parti politique | Observations                                                                           |
| ----------- | --------------- | ------------- | ---------------------------- | --------------- | -------------------------------------------------------------------------------------- |
| XIVe        | 20 juin 2012    | 20 juin 2017  | Joëlle Huillier              | PS              |                                                                                        |
| XVe         | 21 juin 2017    | 21 juin 2022  | Marjolaine Meynier-Millefert | LREM            |                                                                                        |
| XVIe        | 22 juin 2022    | 9 juin 2024   | Marjolaine Meynier-Millefert | RE              | Mandat écourté à la suite d'une dissolution parlementaire décidée par Emmanuel Macron. |
| XVIIe       | 8 juillet 2024  | En cours      | Thierry Perez                | RN              |                                                                                        |

## Historique des élections

### Élections de 2012
| Candidat       | Candidat                  | Parti          | Premier tour | Premier tour | Second tour | Second tour |  |
| Candidat       | Candidat                  | Parti          | Voix         | %            | Voix        | %           |  |
| -------------- | ------------------------- | -------------- | ------------ | ------------ | ----------- | ----------- |  |
|                | Joëlle Huillier élue      | PS             | 15 493       | 32,26        | 22 688      | 50,98       |  |
|                | Vincent Chriqui           | UMP            | 12 868       | 26,80        | 21 812      | 49,02       |  |
|                | Antonin Sabatier          | RBM (FN)       | 10 257       | 21,36        |             |             |  |
|                | Nicole Varas              | FG (PG) (PCF)  | 3 174        | 6,61         |             |             |  |
|                | René Vial                 | diss. UMP      | 1 626        | 3,39         |             |             |  |
|                | Patricia André-Constantin | EÉLV           | 1 606        | 3,34         |             |             |  |
|                | Denis Thevenon            | CpF (MoDem)    | 683          | 1,42         |             |             |  |
|                | Danielle Alphand          | diss. UMP      | 600          | 1,25         |             |             |  |
|                | Jennifer Fournier         | PRV            | 372          | 0,77         |             |             |  |
|                | Éric Glaume               | MRC            | 327          | 0,68         |             |             |  |
|                | Nourredine Bouricha       | AÉI            | 276          | 0,57         |             |             |  |
|                | Christiane Bordes         | LO             | 195          | 0,41         |             |             |  |
|                | Claude Ageron             | POI            | 188          | 0,39         |             |             |  |
|                | Marc Nauroy               | NPA            | 186          | 0,39         |             |             |  |
|                | Pierre-André Fontaine     | CNIP           | 171          | 0,36         |             |             |  |
|                |                           |                |              |              |             |             |  |
| Inscrits       | Inscrits                  | Inscrits       | 87 767       | 100,00       | 87 761      | 100,00      |  |
| Abstentions    | Abstentions               | Abstentions    | 39 106       | 44,56        | 41 782      | 47,61       |  |
| Votants        | Votants                   | Votants        | 48 661       | 55,44        | 45 979      | 52,39       |  |
| Blancs et nuls | Blancs et nuls            | Blancs et nuls | 639          | 1,31         | 1 479       | 3,22        |  |
| Exprimés       | Exprimés                  | Exprimés       | 48 022       | 98,69        | 44 500      | 96,78       |  |

### Élections de 2017
|                                                                        |                                                                            |                           |                           |                          |                          |
|                                                                        |                                                                            | Premier tour 11 juin 2017 | Premier tour 11 juin 2017 | Second tour 18 juin 2017 | Second tour 18 juin 2017 |
|                                                                        |                                                                            |                           |                           |                          |                          |
|                                                                        |                                                                            | Nombre                    | % des inscrits            | Nombre                   | % des inscrits           |
| Inscrits                                                               | Inscrits                                                                   | 93 787                    | 100,00                    | 93 761                   | 100,00                   |
| Abstentions                                                            | Abstentions                                                                | 51 414                    | 54,82                     | 56 982                   | 60,77                    |
| Votants                                                                | Votants                                                                    | 42 373                    | 45,18                     | 36 779                   | 39,23                    |
|                                                                        |                                                                            |                           | % des votants             |                          | % des votants            |
| Bulletins blancs                                                       | Bulletins blancs                                                           | 534                       | 1,26                      | 2 622                    | 7,13                     |
| Bulletins nuls                                                         | Bulletins nuls                                                             | 181                       | 0,43                      | 785                      | 2,13                     |
| Suffrages exprimés                                                     | Suffrages exprimés                                                         | 41 658                    | 98,31                     | 33 372                   | 90,74                    |
|                                                                        |                                                                            |                           |                           |                          |                          |
| Candidat Étiquette politique (partis et alliances)                     | Candidat Étiquette politique (partis et alliances)                         | Voix                      | % des exprimés            | Voix                     | % des exprimés           |
|                                                                        |                                                                            |                           |                           |                          |                          |
|                                                                        | Marjolaine Meynier-Millefert La République en marche (Mouvement démocrate) | 14 324                    | 34,38                     | 21 566                   | 64,62                    |
|                                                                        | Alain Breuil Front national                                                | 7 778                     | 18,67                     | 11 806                   | 35,38                    |
|                                                                        | Vincent Chriqui Les Républicains (Union des démocrates et indépendants)    | 6 415                     | 15,40                     |                          |                          |
|                                                                        | Thierry Monchatre-Jacquot La France insoumise                              | 4 731                     | 11,36                     |                          |                          |
|                                                                        | Joëlle Huillier (députée sortante) Parti socialiste                        | 3 923                     | 9,42                      |                          |                          |
|                                                                        | Frédéric Espinoza Europe Écologie Les Verts                                | 1 352                     | 3,25                      |                          |                          |
|                                                                        | Nicolas Monin-Veyret Debout la France                                      | 1 084                     | 2,60                      |                          |                          |
|                                                                        | Mehdi Sahraoui Parti communiste français                                   | 794                       | 1,91                      |                          |                          |
|                                                                        | Clément Bordes Lutte ouvrière                                              | 349                       | 0,84                      |                          |                          |
|                                                                        | Clément Volle Divers (Union populaire républicaine)                        | 275                       | 0,66                      |                          |                          |
|                                                                        | Vincent Gobert Divers gauche                                               | 272                       | 0,65                      |                          |                          |
|                                                                        | Valérie Eynard Écologiste (Mouvement 100 %)                                | 182                       | 0,44                      |                          |                          |
|                                                                        | Laurent Favre Divers gauche (Mouvement des progressistes)                  | 179                       | 0,43                      |                          |                          |
|                                                                        | Nourredine Bouricha Écologiste (Alliance écologiste indépendante)          | 0                         | 0,00                      |                          |                          |
| Source : Ministère de l'Intérieur - Dixième circonscription de l'Isère |                                                                            |                           |                           |                          |                          |

### Élections de 2022
| Résultats des élections législatives des 12 et 19 juin 2022 de la 10e circonscription de l'Isère |                              |                          |                          |              |              |             |             |
| Candidat                                                                                         | Candidat                     | Parti et coalition       | Nuance                   | Premier tour | Premier tour | Second tour | Second tour |
| Candidat                                                                                         | Candidat                     | Parti et coalition       | Nuance                   | Voix         | %            | Voix        | %           |
|                                                                                                  | Nathalie Germain             | RN                       | RN                       | 11 817       | 27,00        | 18 345      | 47,49       |
|                                                                                                  | Marjolaine Meynier-Millefert | LREM (ENS)               | ENS                      | 11 347       | 25,92        | 20 282      | 52,51       |
|                                                                                                  | Allan Brunon                 | LFI (NUPES)              | NUP                      | 10 485       | 23,95        |             |             |
|                                                                                                  | Aurélien Leprêtre            | LR (UDC)                 | LR                       | 3 861        | 8,82         |             |             |
|                                                                                                  | Stéphane Blanchon            | REC                      | REC                      | 2 007        | 4,59         |             |             |
|                                                                                                  | Élodie Jammot-Schwander      | GRS                      | DVG                      | 1 179        | 2,69         |             |             |
|                                                                                                  | Estelle Merino               | SE                       | ECO                      | 1 099        | 2,51         |             |             |
|                                                                                                  | Serge Compagnon              | LP (UPF)                 | DSV                      | 680          | 1,55         |             |             |
|                                                                                                  | Ariane Dupont                | PA                       | ECO                      | 450          | 1,03         |             |             |
|                                                                                                  | Clement Bordes               | LO                       | DXG                      | 335          | 0,77         |             |             |
|                                                                                                  | Pierre Leviaux               | RS                       | DVG                      | 312          | 0,71         |             |             |
|                                                                                                  | Mounir Zouagha               | UDMF                     | DVG                      | 186          | 0,42         |             |             |
|                                                                                                  | Amélie Hulard                | PP                       | REG                      | 15           | 0,03         |             |             |
| Votes exprimés                                                                                   | Votes exprimés               | Votes exprimés           | Votes exprimés           | 43 773       | 98,22        | 38 627      | 91,42       |
| Votes blancs                                                                                     | Votes blancs                 | Votes blancs             | Votes blancs             | 587          | 1,32         | 2882        | 6,82        |
| Votes nuls                                                                                       | Votes nuls                   | Votes nuls               | Votes nuls               | 208          | 0,47         | 742         | 1,76        |
| Total                                                                                            | Total                        | Total                    | Total                    | 44 568       | 100          | 42 251      | 100         |
| Abstention                                                                                       | Abstention                   | Abstention               | Abstention               | 54 222       | 54,89        | 56 583      | 57,25       |
| Inscrits / participation                                                                         | Inscrits / participation     | Inscrits / participation | Inscrits / participation | 98 790       | 45,11        | 98 834      | 42,75       |

### Élections de 2024
| Candidat                 | Candidat                              | Parti et coalition       | Nuances                  | Premier tour | Premier tour | Second tour | Second tour |
| Candidat                 | Candidat                              | Parti et coalition       | Nuances                  | Voix         | %            | Voix        | %           |
| ------------------------ | ------------------------------------- | ------------------------ | ------------------------ | ------------ | ------------ | ----------- | ----------- |
|                          | Thierry Perez élu                     | RN                       | RN                       | 28 348       | 42,83        | 33 413      | 55,40       |
|                          | Joëlle Richol                         | LFI (NFP)                | NFP                      | 16 833       | 25,43        | 26 904      | 44,60       |
|                          | Marjolaine Meynier-Millefert sortante | REN                      | REN                      | 14 688       | 22,19        | Retrait     | Retrait     |
|                          | Aurélien Leprêtre                     | LR                       | LR                       | 5 318        | 8,03         |             |             |
|                          | Clément Bordes                        | LO                       | LO                       | 999          | 1,51         |             |             |
|                          |                                       |                          |                          |              |              |             |             |
| Votes valides            | Votes valides                         | Votes valides            | Votes valides            | 66 186       | 97,74        | 60 317      | 89,04       |
| Votes blancs             | Votes blancs                          | Votes blancs             | Votes blancs             | 1 149        | 1,70         | 6 119       | 9,03        |
| Votes nuls               | Votes nuls                            | Votes nuls               | Votes nuls               | 383          | 0,57         | 1 308       | 1,93        |
| Total                    | Total                                 | Total                    | Total                    | 67 718       | 100          | 67 744      | 68,14       |
| Abstention               | Abstention                            | Abstention               | Abstention               | 31 677       | 31,87        | 31 672      | 31,86       |
| Inscrits / participation | Inscrits / participation              | Inscrits / participation | Inscrits / participation | 99 395       | 68,13        | 99 416      | 68,14       |